# إقبال ناجي قارصلي
إقبال ناجي قارصلي (1923- 1969 م)، فنانة سورية من رائدات الفن التشكيلي السوري والعربي عمومًا، كانت من أوائل النساء السوريات اللواتي اقتحمنَ عوالم الفنِّ التشكيلي الذي كان حِكرًا على الرجال حينئذ. وهي شقيقة المؤرِّخ البحَّاثة زهير ناجي. وولداها الفنان التشكيلي وليد قارصلي، والمخرج السينمائي محمد قارصلي.

## سيرتها
ولدت الفنانة إقبال بنت محمد ناجي في دمشق عام 1923، وسميت باسم إقبال تيمنًا باسم الشاعر الهندي الباكستاني محمد إقبال، لأن والدها المربي المعلِّم محمد ناجي كان مولعًا بالشعر والفنون عمومًا. وهي من أسرة ناجي، وزوجها حسن قارصلي، فعُرفت باسم إقبال ناجي قارصلي.
لم تدرس إقبال الفنون دراسة نظامية، ولكنها ثقفت نفسها بالقراءات الفنية والأدبية المكثفة، وانتسبت وهي في دمشق لمعهد الجواهري في مصر للدراسة بالمراسلة بين عامي 1956 و1958. رصدت طبيعة بلادها، إذ ساعدها في ذلك اضطرار والدها المعلم إلى التنقل بين المدن السورية وأريافها. وبعدها زوجها حيث عاشت معه في تدمر أحد عشر عامًا 1940 ـ 1950 وقد أكدت في أعمالها خصوصية تلك الطبيعة بأسلوب يعتمد على واقعية مباشرة تقترب في أحيان كثيرة من الانطباعية في الألوان المشرقة، وفي رغبة الرسم خارج الأستُوديو، مستخدمةً ألوانًا سميكة بالسكين أو فراشي الرسم، مع تصوير حياة الناس من حولها أينما ارتحلت.
كانت إقبال الفنانة الأولى في سوريا التي تقيم معرضًا فرديًّا وذلك عام 1964 في صالة الفن الحديث العالمي. وشاركت في جميع المعارض الجماعية التي أقيمت داخل سوريا وخارجها فيما بين 1954 و1969. أقامت المعرض الفردي الثاني بالمركز الثقافي العربي بدمشق عام 1966، والثالث في مدينة روستوك ومدينة غرايغزوالد في ألمانيا الديموقراطية عام 1968. وأقامت المعرض الفردي الرابع بمدينة الطبقة في سوريا عام 1969.
ومنذ عام 1963 وحتى وفاتها دأبت على عرض لوحاتها في غاليري «وان» في بيروت.

## وفاتها
توفيت إقبال ناجي في دمشق، عام 1969، في إثر مرض نتج عن تسمُّم مزمن بالرصاص الموجود في الألوان الزيتية.